# Lani Hall
Lani Hall Alpert (Chicago, 1 de noviembre de 1945) es una cantautora estadounidense. La mayor parte de sus canciones han sido interpretadas en su lengua materna, el inglés.

## Biografía
Su salto a los escenarios lo hizo de la mano de Sergio Mendes, en el famoso Sergio Mendes & Brasil 66' donde interpretó música brasileña y algunas canciones de los Beatles con ritmos latinos. Es de resaltar su calidad del idioma portugués, que aprendió a la perfección. Luego, en la década de los años 70 y su trayectoria se amplió hasta la década de los años 2000. También ha interpretado canciones en español, colaborando con artistas como José Feliciano con el tema musical "Un amor así", también con el cantante brasileño Roberto Carlos con el tema "De repente el amor", con el compositor Juan Carlos Calderón interpretando "Te seguiré", también con el cantante mexicano José José y por último en 1984, el famoso cantautor español Camilo Sesto le compuso y produjo un álbum, con el tema musical "Corazón encadenado" cointerpretado con él, que le permite ganar un Grammy. Ha reeditado también la versión al castellano del tema musical "Es fácil amar", del cantautor británico Albert Hammond,
Lani Hall está casada desde 1973 con Herb Alpert, con quien tiene una hija, Aria Alpert Hall.

## Discografía
- 1972 - Sun Down Lady
- 1975 - Hello It's Me
- 1976 - Sweet Bird
- 1979 - Double or Nothing
- 1980 - Blush
- 1981 - A Brazileira (Portugués)
- 1982 - Albany Park
- 1982 - Lani (Español)
- 1984 - Lani Hall (Español) - Interpreta a Camilo Sesto
- 1984 - Collectibles
- 1985 - Es Fácil Amar (Español)
- 1987 - Classics Volume 19
- 1987 - Lo Mejor De Lani (Español)
- 1998 - Brasil Nativo
- 2008 - Encanto
- 2009 - Anything Goes, Concord Jazz CJA-31441-0

- Datos: Q547097
- Multimedia: Lani Hall / Q547097